# Eudactylina corrugata
Eudactylina corrugata is een eenoogkreeftjessoort uit de familie van de Eudactylinidae. De wetenschappelijke naam van de soort is voor het eerst geldig gepubliceerd in 1930 door Bere.